# 星海社FICTIONS新人賞
星海社FICTIONS新人賞（せいかいしゃふぃくしょんずしんじんしょう）は、星海社が主催する公募の新人文学賞。

## 概要
2010年、星海社の公式ウェブサイトである『最前線』が開設されると同時に、「星海社FICTIONS新人賞」の募集が開始された。長編小説を募集するもので、優秀作品は『最前線』に掲載されたのち、「星海社FICTIONS」から単行本が出版される。
原稿の到着が間に合わなければ次回に繰り越しされ、編集部員が直接審査し、その座談会を毎回ウェブ上に公開する。年に3回から4回座談会が行われる。
作品公募に応募作の「キャッチコピー」記載を求める、「受賞」以外になく「佳作」や「奨励賞」が出たことはないなど、講談社のメフィスト賞と類似点がある。メフィスト賞との相違点としては受賞賞金があること、応募資格としてプロアマを問わないことなどが挙げられる。
なお受賞賞金は「「星海社FICTIONS」の一年間の全売上げの1%を年間の受賞者数で割った額とさせていただきます」（公式ページ）としているため、金額は毎年変動している。

## 受賞作品
- 第1回 2011年春
  - 小泉陽一朗 『ブレイク君コア』（星海社FICTIONS、2011年7月）
- 第2回 2011年夏
  - 受賞作なし
- 第3回 2011年秋
  - 野中美里 『2WEEKSイカレタ愛』（星海社FICTIONS、2012年5月）
- 第4回 2012年冬
  - 受賞作なし
- 第5回 2012年春
  - 受賞作なし
- 第6回 2012年夏
  - 受賞作なし
- 第7回 2013年春
  - 受賞作なし
- 第8回 2013年夏
  - 中村あき 『ロジック・ロック・フェスティバル』（星海社FICTIONS、2013年11月）
- 第9回 2013年秋
  - 伊吹契 『アリス・エクス・マキナ』（星海社FICTIONS、2014年9月）
- 第10回 2014年冬
  - 受賞作なし
- 第11回 2014年春
  - 受賞作なし
- 第12回 2014年夏
  - 受賞作なし
- 第13回 2014年秋
  - 受賞作なし
- 第14回 2015年春
  - 受賞作なし
- 第15回 2015年夏
  - 受賞作なし
- 第16回 2016年冬
  - 朝倉ユキト 『ノーウェアマン』（星海社FICTIONS、2016年9月）
- 第17回 2016年春
  - 受賞作なし
- 第18回 2016年夏
  - 筒城灯士郎 『ビアンカ・オーバーステップ』（上下巻、星海社FICTIONS、2017年3月）
  - 逢坂千紘 『ようこそ哲学メイド喫茶ソファンディへ』（星海社FICTIONS、2017年4月）[1]
- 第19回 2017年冬
  - 受賞作なし
- 第20回 2017年春
  - 受賞作なし
- 第21回 2017年秋
  - 受賞作なし
- 第22回 2018年冬
  - 羊山十一郎『PUFF パイは異世界を救う』（星海社FICTIONS、2018年10月）[2]
  - 椎名寅生『花園』（上下巻）（星海社FICTIONS、2018年10月 / 11月）
- 第23回 2018年春
  - 受賞作なし
- 第24回 2018年夏
  - 南海遊『傭兵と小説家』（星海社FICTIONS、2019年7月）[3]
- 第25回 2019年冬
  - 綿世景『遊川夕妃の実験手記 彼女が孔雀の箱に落ちたわけ』[4][5]
- 第26回 2019年夏
  - 受賞作なし
- 第27回 2020年冬
  - 受賞作なし
- 第28回 2020年春
  - 受賞作なし
- 第29回 2020年秋
  - 受賞作なし
- 第30回 2021年冬
  - 受賞作なし

- 第31回2022年春
  - 受賞作なし
- 第32回2022年秋
  - 受賞作なし
- 第33回2023年冬
  - 受賞作なし

## 応募経験のある他社デビュー者
- 黒石迩守 - 第15回に投稿の「ヒュレーの海」が第4回ハヤカワSFコンテストで優秀賞を受賞し2016年にデビュー。